# Пам'ятник 50-й паралелі
Пам'ятник 50-й паралелі — оригінальний знак у Харкові, що символізує, що місто є найбільшим на 50-й паралелі північної широти. Встановлений у Міському саду ім. Шевченко по лінії проходження 50-ї паралелі північної широти.

## Історія спорудження
Робота над проєктуванням пам′ятника розпочалася у 2004 році. 20 серпня 2004 року Харківський міськвиконком спільно з Харківською обласною організацією Національної Спілки архітекторів України оголосив конкурс на створення пам'ятного знака 50-ї паралелі. У конкурсі брали участь більше десяти робіт. Для забезпечення неупередженості під час оцінювання, замість прізвищ авторів стояли цифри. Перше місце посів проєкт із пропозицією добудувати амфітеатр за будівлею Харківського національного академічного театру опери та балету та встановити басейн із чорною кулею зверху. Друге місце посів проєкт «маківки землі» з картою Харкова — саме він і став прообразом сучасного пам'ятника.
Пам'ятний знак було споруджено восени 2010 року з ініціативи депутатів міської та обласної ради. Авторами проєкту стали депутат міської ради Габрієл Михайлов та дизайнер Сергій Фомічев.
Пам'ятник було відкрито 10 жовтня 2010 року. На відкритті був присутній в. о. Харківського міського голови, кандидат у мери Харкова Геннадій Кернес.
У первісному вигляді пам'ятника було зазначено відстань від Харкова до Північного полюса 3933 км, тоді як справжня відстань становить щонайменше 4440 км. Пам'ятний знак терміново виправили — 17 березня 2011 напис «3933 км» просто вирізали. Ця неточність перетворилася на завдання для школярів 9-х класів на обласній Олімпіаді з географії. Вони мали дізнатись правильну відстань від Харкова до Північного полюса.

## Композиція

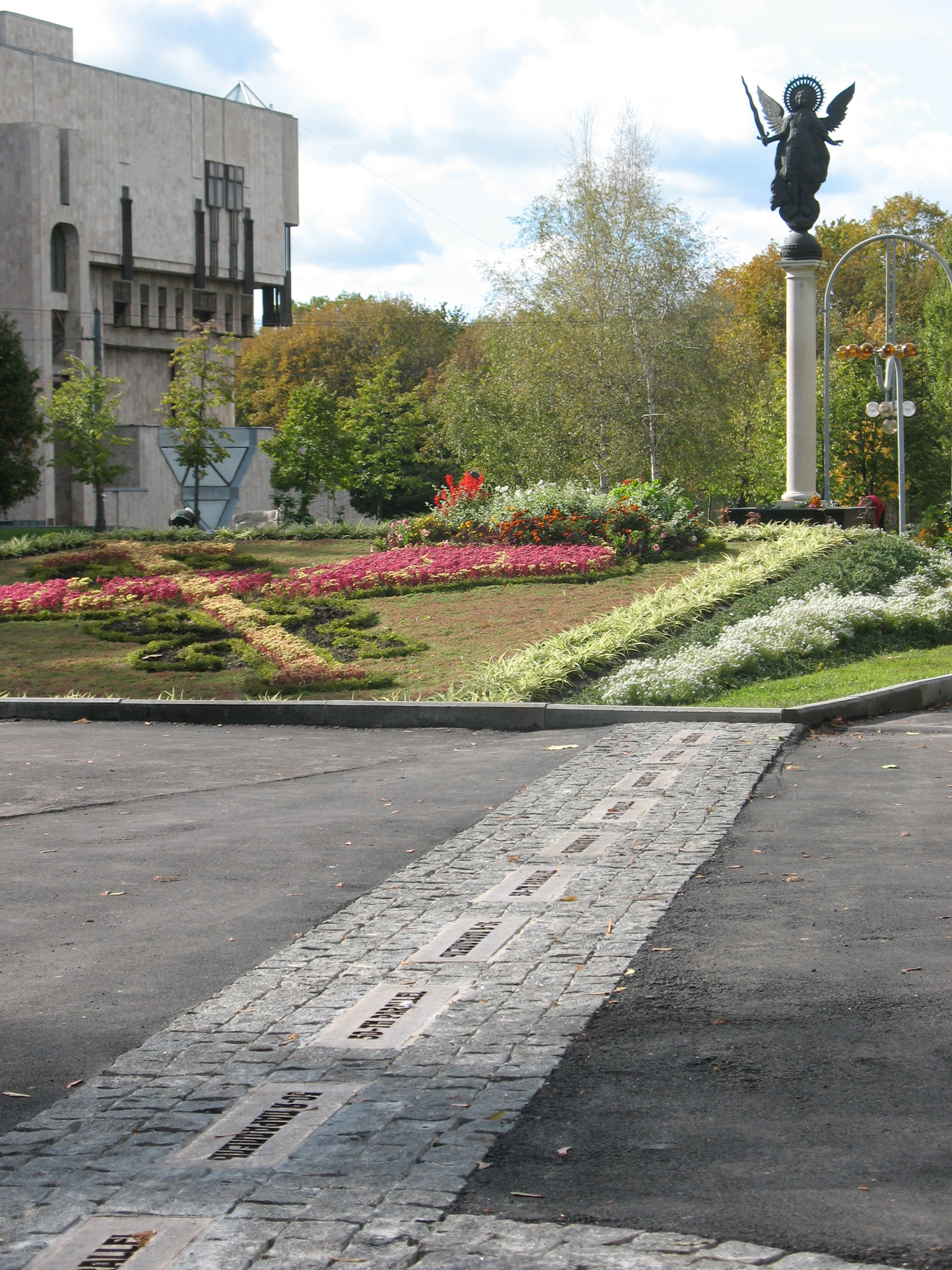
Загальний вигляд самої паралелі

Пам'ятник являє собою двадцять бронзових та мідних табличок із написом «50 паралель», які розташовані на алеї у вигляді переривчастої лінії. У центрі встановлено бронзовову половину земної кулі і вказівкою деяких найбільших міст світу (Москви, Рима, Єрусалима, Парижа, Дубая і Делі), та відстані від них до Харкова. По периметру кулі міститься повторюваний напис «Харків» російською та «Kharkov» англійською мовою.